# Circonscription de Kooyong

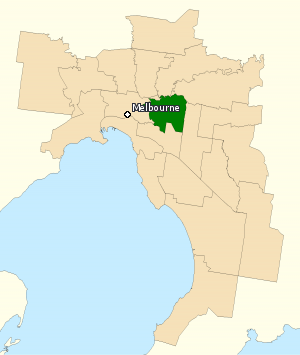
La circonscription de Kooyong (en vert) dans la banlieue de Melbourne.

La circonscription de Kooyong est une circonscription électorale australienne dans la proche banlieue est de Melbourne au Victoria. La circonscription a été créée en 1901 et est l'une des 75 circonscriptions de la première élection fédérale. Elle porte le nom de Kooyong, le nom aborigène d'un quartier de Melbourne. Elle comprend aussi les quartiers de Kew, Hawthorn, Hawthorn East, Balwyn, Canterbury, Camberwell et Surrey Hills. Elle est un siège réputé sûr pour la droite, jusqu'aux élections de 2022 où le match entre le ministre des Finances, candidat sortant et son adversaire, Monique Ryan, est perçu avant les élections comme un combat difficile, avec 59 % des voix en faveur de la candidate dans un sondage d'avril. Son député le plus connu est Robert Menzies qui a été premier ministre d'Australie de 1939 à 1941 et de 1949 à 1966.

## Députés
| Nom             | Parti                       | Période de mandat |
| --------------- | --------------------------- | ----------------- |
| William Knox    | Free Trade, Anti-Socialiste | 1901–1909         |
| William Knox    | Commonwealth                | 1909–1910         |
| Robert Best     | Commonwealth                | 1910–1916         |
| Robert Best     | Nationaliste                | 1916–1922         |
| John Latham     | Libéral (1922)              | 1922–1925         |
| John Latham     | Nationaliste                | 1925–1931         |
| John Latham     | United Australia            | 1931–1934         |
| Robert Menzies  | United Australia            | 1934-1944         |
| Robert Menzies  | Libéral                     | 1944–1966         |
| Andrew Peacock  | Libéral                     | 1966–1994         |
| Petro Georgiou  | Libéral                     | 1994–2010         |
| Josh Frydenberg | Libéral                     | 2010–2022         |
| Monique Ryan    | Indépendantes bleu sarcelle | 2022–en cours     |